# Рона Нішліу
Ро́на Нішлі́у (алб. Rona Nishliu; нар. 25 серпня 1986 року, Косовська Мітровіца, Югославія) — косово-албанська співачка і радіоведуча, представниця Албанії на конкурсі Євробачення 2012.

## Біографія
Народилась 25 серпня 1986 року в Косовській Мітровіці. У тринадцять років переїхала з батьками в Приштину. 

## Кар'єра
Музичну кар'єру почала у 2004 році, брала участь у музичному шоу «Albanian Idol» і зайняла п'яте місце.
За результатами першого півфіналу Євробачення 2012, який відбувся 22 травня 2012 року, співачка пройшла до фіналу. У фіналі Рона посіла п′яте місце, набравши 146 балів.

## Сингли
- Flakaresha
- Të Lashë
- Shenja
- Eja
- Veriu
- A ka arsy (ft. Bim Bimma)
- Shko pastro pas saj
- Zonja Vdeke
- Suus